# Estrada (Musik)

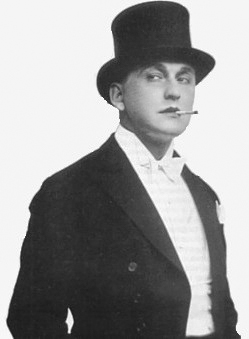
Alexander Wertinski, Estradasänger der 1920er

Estrada (auch: Estrade; Mehrzahl: Estraden; russisch Эстрада, wörtlich übersetzt: „Bühne“) ist eine Bezeichnung für die populäre Unterhaltungsmusik in der ehemaligen Sowjetunion und in anderen Ländern in Osteuropa. Entstanden im ersten Drittel des 20. Jahrhunderts, war die Estrada die sowjetische Variante der internationalen Populärmusik beziehungsweise das Äquivalent zum deutschen Schlager. Stilistisch und zeitlich umfasst die Estrada ein breites Spektrum unterschiedlicher Genres und Moden; es reicht von dem 1920er Jahre-Varietésänger Alexander Wertinski bis zu der aktuell sehr populären Sängerin Kristina Orbakaite. Nach dem Zusammenbruch der Sowjetunion verringerte sich ihre Bedeutung zugunsten der aktuell gängigen Stil-Vielfalt aus internationalem Pop, Rockmusik sowie neueren, landesspezifischen Popmusik-Formen wie beispielsweise der Popsa. Nach wie vor stark populär ist der russische Schlager vor allem beim älteren Teil der russischen Bevölkerung.

## Begriff und Genre

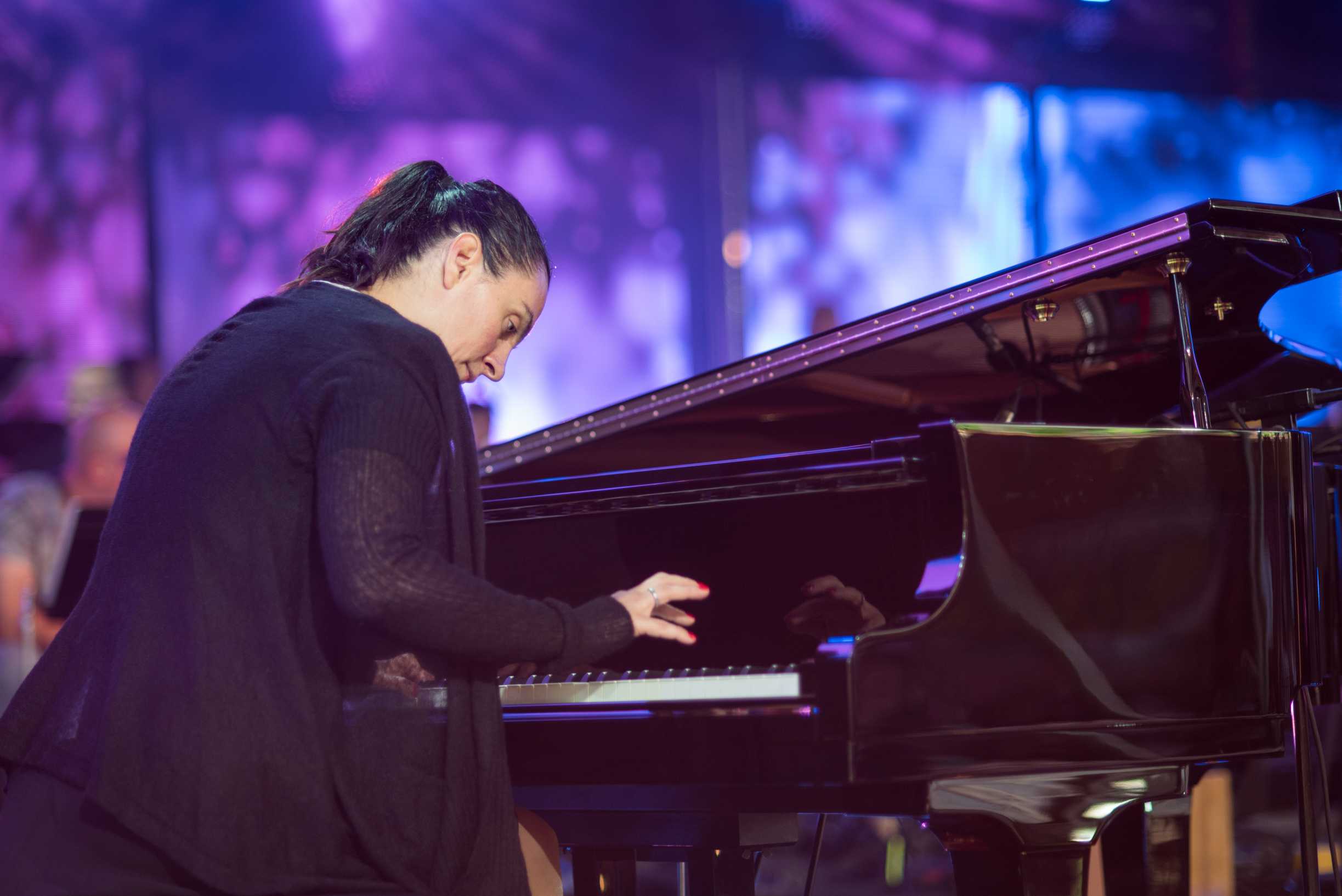
Elena Vaenga, Estradasängerin nach 2000

Karte von Russland und den umliegenden Ländern

Verbreitung der russischen Sprache (dunkelblau = Amtssprache, türkis = weit verbreitet)

Die Herkunft des Begriffs Estrada ist nicht ganz eindeutig. Einer Theorie zufolge erfolgte die Übernahme des russischen Begriffs für Bühne deswegen, weil es für Hit- respektive Popmusik im Russischen kein geeignetes Wort gab. Die Ähnlichkeiten mit dem Schlager sowie der Unterhaltungs-Populärmusik anderer europäischer Länder sind zwar sehr groß, aus geschichtlichen und geografischen Gründen gibt es allerdings einige spezifische Besonderheiten:
- Stilistische Einflüsse. Bedingt durch die Lage der Sowjetunion, ihre Bedeutung sowie die Zusammensetzung ihrer Bevölkerung speiste sich die Estrada aus einem spezifischen Mix aus landeseigenen und internationalen Musikgenres: der russischen Klassik (vor allem der populären, leichten Klassik, darunter insbesondere der Operette), der volkstümlichen Folklore, zeitgenössischer Zirkus-, Varieté-, Salon- und Kaffeehaus-Musik sowie Anfang des 20. Jahrhunderts aufkommenden Musik- und Tanzmoden wie Tango, Walzer, Zigeunerromanze, Foxtrott und Charleston. Weitere Stilquellen waren das urbane russische Chanson, der Jazz, zeitgenössische Formen des internationalen Schlagers (vor allem seiner in den Mittelmeerländern gepflegten Variante) sowie Marsch-, Militär- und Agitprop-Musik. Im Lauf der letzten Jahre gesellten sich weitere Einflüsse dazu – vor allem solche aus der internationalen Pop- und Rockmusik.
- Kultur- und landesspezifische Einwirkungen. Einige Einflüsse der Estrada sind auf kulturelle Besonderheiten beziehungsweise landesübliche Präferenzen zurückzuführen – Einflüsse, die die russische Estrada von der Unterhaltungsmusik anderer Länder unterscheiden. Ein Einfluss ist beispielsweise die chorgeprägte Gesangskultur des bäuerlichen Russland sowie russische Volkstänze. Modernere Einflüsse sind etwa spezielle Topoi wie beispielsweise die Figur des Zirkusclowns – ein Motiv, das in sowjetischen Filmen ebenso wiederkehrt wie in bekannten Estrada-Liedern.
- Historische Einflüsse und Erscheinungsformen. Das Auf und Ab zeitgenössischer Moden wirkte sich auch auf den russischen, später sowjetischen Schlager aus. Ein spezifisches Merkmal dabei waren unterschiedliche Grade an künstlerisch-stilistischer Gestaltungsfreiheit. So koexistierten vor der Oktoberrevolution sowie während der NEP-Ära unterschiedlichste Stile nebeneinanderher. Die 1930er und 1940er wiederum waren von einer starken Homogenisierung geprägt mit deutlichen Kontrasten zwischen unpolitischer, leichter Unterhaltung und propagandistischer Agitprop-Musik. Der Zweite Weltkrieg hatte eine zeitweilige Liberalisierung zur Folge. Die späten 1940er und frühen 1950er wiederum waren von einem starken Isolationismus gekennzeichnet. In den späteren Jahrzehnten – während der Tauwetter-Periode sowie in der anschließenden Breschnew-Ära – gewannen westliche Einflüsse mehr und mehr Terrain. In Bezug auf die Art der Darbietung gibt es ebenfalls deutliche Unterschiede: Waren bis in die 1960er Jahre statisch-heroische, an Hochkultur-Vorbildern orientierte Vortragsformen vorherrschend, orientierten sich spätere Produktionen zunehmend am dynamisch-bunten Erscheinungsbild westlicher Popmusik-Produktionen.
- Ökonomische Grundlage. Anders als in westlichen Ländern war die sowjetische Estrada eine staatlich forcierte Form der Unterhaltung. Einerseits gewährleistete der Staat ein vergleichsweise hohes musikhandwerkliches Niveau durch die staatliche Ausbildung der Musiker, unterschiedliche Berufsvereinigungen sowie die großteils unter staatlicher Ägide betriebenen Musikaufnahmen, Veranstaltungsorte und Tourneen.[2] Hinzu kam die 1964 vollzogene Zusammenfassung der Schallplattenproduktion in einem staatseigenen Monopolunternehmen, der Melodija. Andererseits boten die unterschiedlichen Institutionen durchaus Spielräume – auch für das Ausdrücken von Differenz.
- Monopolstellung. Einerseits gewährleistete das System der Estrada zwar eine gewisse musikalische Vielfalt. Andererseits wurden dissidente Richtungen oder politisch unerwünschte Stile durch das System aus Monopolisierung und Zensur in die halblegale Sphäre abgedrängt. Kommerziell eigenständige Nischenmärkte wie in den entwickelten westlichen Ländern konnten sich so nur schwer etablieren. In unterschiedlichem Ausmaß davon betroffen waren der Jazz, das russische Chanson, die oppositionell-gesellschaftskritischen Liedermacher der 1960er und 1970er sowie die russische Variante der Rockmusik, der sogenannte Perestroika-Rock.

Als Stilbezeichnung bezieht sich der Begriff meist auf die klassische Estrada in der Sowjetunion – weniger auf die heute dort gängige Popmusik oder gar Spezialgenres wie Rock oder Hip-Hop. Andererseits umfasst der Begriff auch heutige Versionen entsprechender Musik – sowohl in Russland als wichtigstem Nachfolgestaat der Sowjetunion als auch in ehemaligen Sowjetrepubliken wie der Ukraine, Belarus, sowie den baltischen Ländern. Landeseigene Versionen der Estrada gibt es darüber hinaus auch in kulturell nahe verwandten Ländern wie zum Beispiel Bulgarien.

## Geschichte
Die Geschichte der russischen Estrada lässt sich grob in vier Phasen unterteilen: die Herausbildung unterschiedlicher Populärmusik-Stile vom Ende des 19. Jahrhunderts bis zum Beginn der Stalin-Ära, eine heroische, stark von der Politik geprägte Phase, die zeitlich ungefähr synchron geht mit der Ära des Stalinismus, eine poststalinistische, von größerer Offenheit gekennzeichnete Phase und schließlich die Estrada im heutigen Russland sowie in von russischer Kultur stark geprägten Ländern wie zum Beispiel Bulgarien, der Ukraine oder auch den baltischen Staaten.

### 1860–1928: Entstehung der Estrada

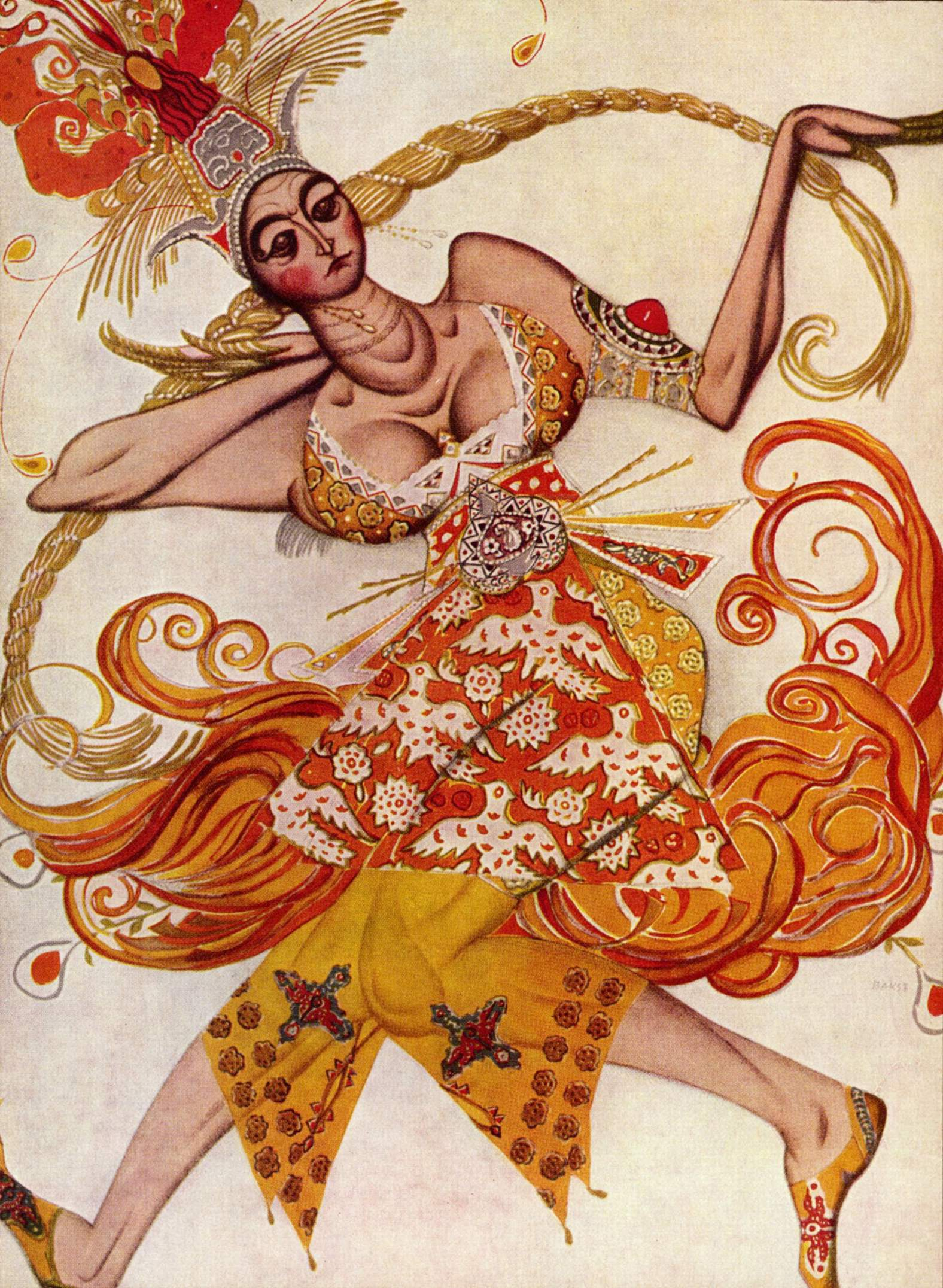
Bühnenkunst von Leon Bakst für das Ballets Russes

Ähnlich wie in anderen europäischen Ländern differenzierten sich auch im russischen Kaiserreich des 19. Jahrhunderts E-Musik und U-Musik immer weiter aus. Zwischen den beiden Polen klassische Musik und Volksmusik etablierte sich zunehmend eine dritte Form von Musik: die auf Unterhaltung ausgerichtete urbane populäre Musikkultur. Erste Anfänge der Estrada lassen sich bereits um 1860 ausmachen. Auch in Russland schlossen sich die klassischen Komponisten dem allgemeinen Trend hin zur leichten Muse großteils an. Ähnlich wie ihre westeuropäischen Kollegen Giuseppe Verdi, Robert Schumann, Georges Bizet und Claude Debussy griffen auch Michail Glinka, Modest Mussorgski, Mili Balakirew, César Cui sowie Georgi Rimski-Korsakow zunehmend auf Elemente der Volkskunst zurück. Eine landestypischer Aspekt dieser Begeisterung für die Musik aus dem einfachen Volk waren professionelle Chöre, welche das Folkloregut wissenschaftlich erfassten und in professionalisierter Form darboten. Bekannteste Exponenten dieser Form von Folklore waren der 1911 gegründete Pjatnizki-Chor unter seinem Leiter Mitrofan Pjatnizki sowie das Balalaika-Orchester von Wassili Andrejew. Ein Neuerer im Bereich des Balletts war Sergei Djagilew. 1909 begründete er das Pariser Ballettensemble Ballets Russes, das aufgrund seiner modernen, innovativen Ansätze weltweit bald einen ausgezeichneten Ruf genoss. Ebenfalls als stilprägend, vor allem im Bereich der gesellschaftlichen Eliten, erwiesen sich in der Zeit vor dem Ersten Weltkrieg die Einflüsse aus der Neuen Musik – insbesondere die Werke von Igor Strawinski und Arnold Schönberg.
Ungeachtet dieser modernen Einflüsse war die musikalische Kultur des vorrevolutionären Russlands von einer starken Polarisierung geprägt. Auf der einen Seite standen die musikalischen Volkstraditionen – insbesondere das bäuerliche, ländliche Russland mit seiner vokalorientierten Chorkultur. Auf der anderen Seite stand die klassisch geprägte Kultur der gesellschaftlichen Eliten. Überlagert wurde diese Polarisierung durch den alten Streit zwischen Slawophilen und Westlern. Die dahinterstehende Frage lautete: Sollte sich Russland stärker auf seine eigenen Traditionen besinnen, oder sollte es sich stärker in Richtung Westen orientieren? Zwischenzeitlich gewannen auch in Russland populäre, urbane Musikstile zunehmend an Terrain. Zigeunerromanzen, Märsche, Walzer- und Polka-Stücke, neapolitanische Schlager sowie Varieté- und Zirkuslieder erfreuten sich bereits um die Jahrhundertwende großer Beliebtheit. Einhergehend mit dem Fortschreiten der technischen Entwicklung, fanden auch kommerziell vertriebene Tin-Pan-Alley-Schlager, Noten sowie Grammophone eine immer stärkere Verbreitung. Vorläufer des Jazz wie Ragtime, Foxtrott und Cakewalk sowie andere moderne Gesellschaftstänze wie der Onestepp fanden vor allem in den urbanen Zentren zahlreiche Anhänger. 1914 schließlich erreichte die europäische Tango-Begeisterung das Zarenreich. Ergänzend prägte sich in den südlichen Zentren an der Schwarzmeerküste mehr und mehr ein spezieller Stil städtischer Folklore aus – das russische Chanson mit seinen Großstadt- und Halbweltballaden.

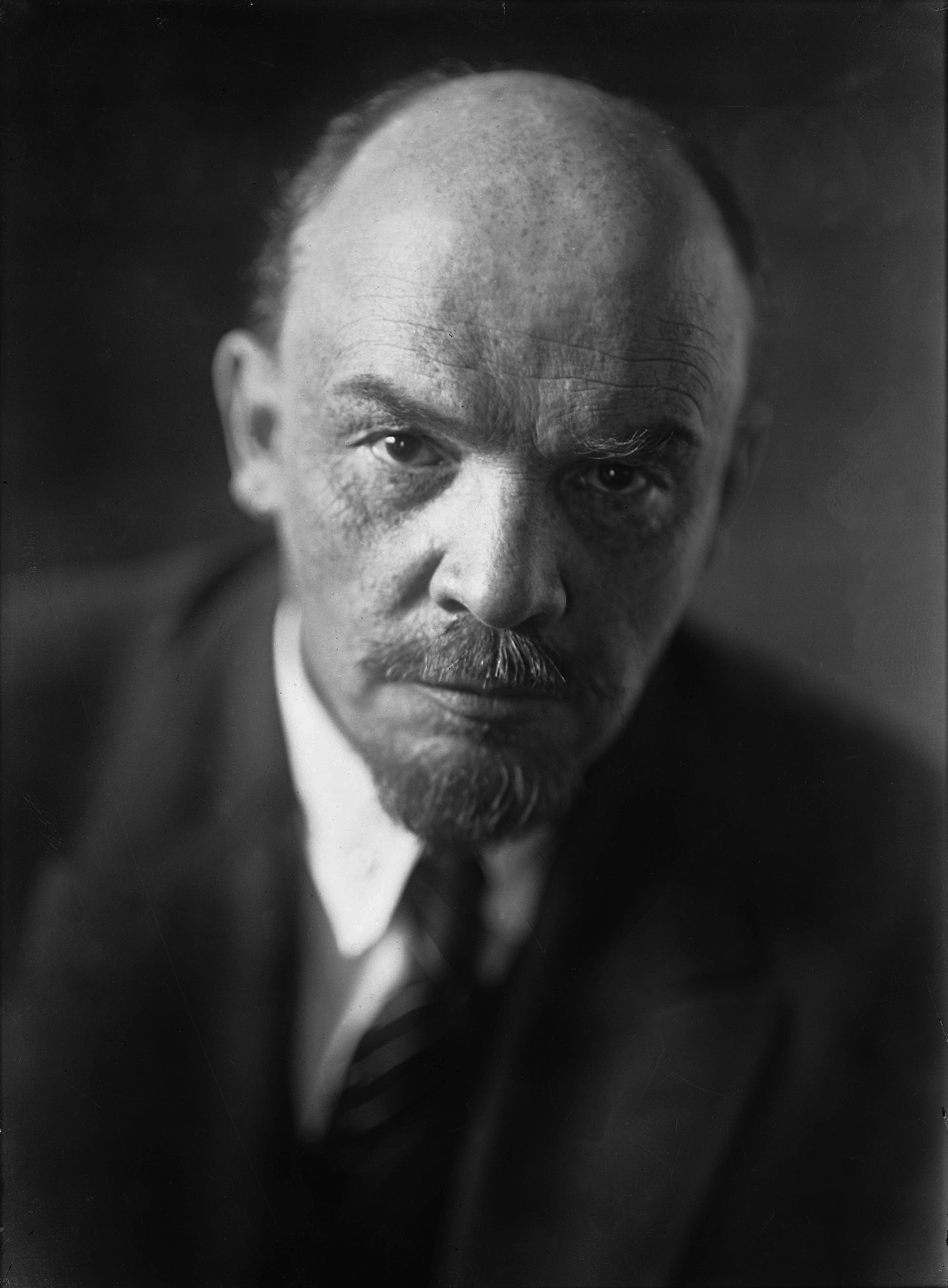
Wladimir Iljitsch Lenin (1920)

Die (vorwiegend) urban geprägte leichte Unterhaltungsmusik hatte sich bis zur Oktoberrevolution 1917 zwar einen festen Platz in der russischen Gesellschaft erobert. Die Führer der Bolschewiki allerdings waren in der Regel von klassisch-bürgerlicher Hochkultur geprägt. Was die Kulturpolitik anbelangte, pflegen sie meist eine damit einhergehende Auffassung von Musik. Lenin etwa war ein begeisterter Anhänger von Ludwig van Beethoven – insbesondere dessen bekannter Klaviersonate Appassionata. Die kulturpolitischen Vorstellungen der Bolschewiki indes waren keinesfalls einheitlich. Während des Bürgerkriegs konzentrierten sich die entsprechenden Dekrete vor allem auf die Konsolidierung der Macht beziehungsweise die Erfordernisse des Kampfes gegen die Weißen Armeen: Am 7. April 1919 etwa erfolgte die Bekanntmachung, dass alle Musikschaffenden an die Front müssen. Am 26. August 1919 gab die Partei bekannt, dass die Unterhaltung unter der Oberhoheit des Staates stehe. Am 19. April 1920 schließlich erging ein Gesetz, welches Musikaufführungen an die Auflage staatlicher Genehmigungen koppelte.

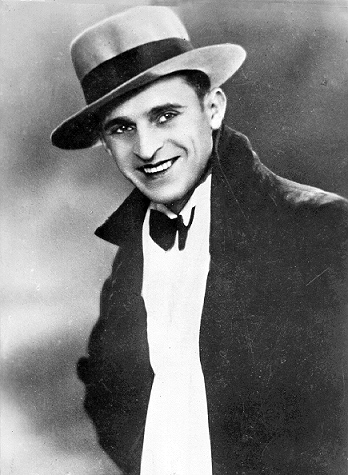
Pjotr Letschenko

Die Kulturpolitik der Bolschewiki während der 1920er Jahre war von zwei unterschiedlichen Ansätzen geprägt. Während des Bürgerkriegs sowie in den Jahren danach stand das aktionistische Agitprop-Konzept stark im Vordergrund, welches vor allem auf die Elemente Erziehung und Vorbildfunktion setzte. Ein Mittel, die anvisierte Agitation der Bevölkerung praktisch in die Wege zu leiten, bildeten Arbeiterchöre. Vorwiegend zur Truppenbetreuung abgestellt, kamen diese Chöre bereits während des Bürgerkriegs zum Einsatz. Ihr Repertoire bestand zu einem großen Teil aus traditionellen Arbeiterliedern; hinzu kamen aktuelle beziehungsweise situationsbedingte Agitations-Lieder. Nach dem Bürgerkrieg setzte eine breitere Diskussion ein über den Weg, welchen die sowjetische Kulturpolitik einschlagen sollte. Die Radikalen formierten sich rund um den RAPM, die Russische Assoziation Proletarischer Musiker. Die (kunstformübergreifende) proletarische Kulturbewegung (kurz auch Proletkult genannt) konnte in den 1920er Jahren zwar eine Reihe von Kampagnen initiieren. Die kulturpolitische Hauptrichtung innerhalb der Partei, darunter auch Lenin, forcierte allerdings einen anderen Weg: die Übernahme der bürgerlichen, klassischen Kultur sowie ihre allgemeine Zugänglichmachung. Aus pragmatischen Gründen war der Partei-Mainstream darüber hinaus bereit, ein gewisses Ausmaß an unpolitischer Unterhaltungskultur zuzugestehen.
Charakteristisch für das erste Jahrzehnt nach der Oktoberrevolution war eine eher oberflächliche Form der Kontrolle. Von punktuellen Unternehmungen wie etwa der Agit-Prop-Kampagne abgesehen, griff die Partei wenig in das musikalische Leben ein. Begünstigt durch die Neue Ökonomische Politik (NEP) nach 1924, welche privaten Initiativen mehr Raum gewährte, konnte sich die Vielfalt der bestehenden Stile halbwegs unbeanstandet weiterentwickeln. Durch den Bürgerkrieg etwas verzögert, fasste nach 1922 der Jazz (russisch: Dschass) zunehmend Fuß. Hinzu kamen neue, stark auf dem Jazz basierende Modetänze: Shimmy, Black Bottom, Two Step sowie, ab 1923, der Charleston. Als Dauerbrenner bis weit in die 1930er Jahre hinein erwies sich der Kult um den südamerikanischen Tango. Die Vielfalt der russischen Unterhaltungsmusik spiegelte sich in den Estrada-Schlagern der 1920er wider. Zwei populäre Lieder dieser Epoche etwa – das von jüdischer Klezmer-Musik beeinflusste Bublitschki sowie die bekannte Ganovenballade Murka – entstammen dem Fundus der urbanen Schwarzmeerküsten-Chansons. Andere Lieder waren eng mit dem Schicksal der Emigration verknüpft – beispielsweise der Schlager Dorogoi dlinnoju, dessen erste Aufnahme von dem emigrierten Sänger Alexander Wertinski stammte. Stilistisch zuordnen lässt sich dieser Periode auch der aus der Nähe von Odessa stammende Sänger Pjotr Leschtschenko, der mit seinen sentimentalen Balladen und Zigeunerromanzen als „König des Tango“ galt und vor allem in den 1930er Jahren sehr populär war.

### 1928–1953: Estrada während der Stalin-Ära

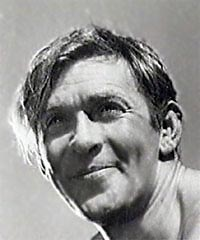
Leonid Utjossow (1930er)

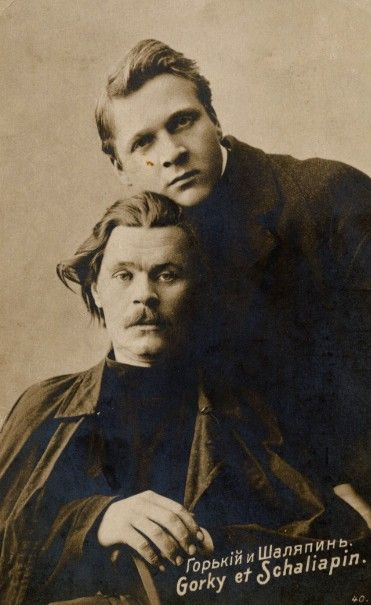
Klassifizierte Jazz als „Musik der Dicken“ ab: der Schriftsteller Maxim Gorki

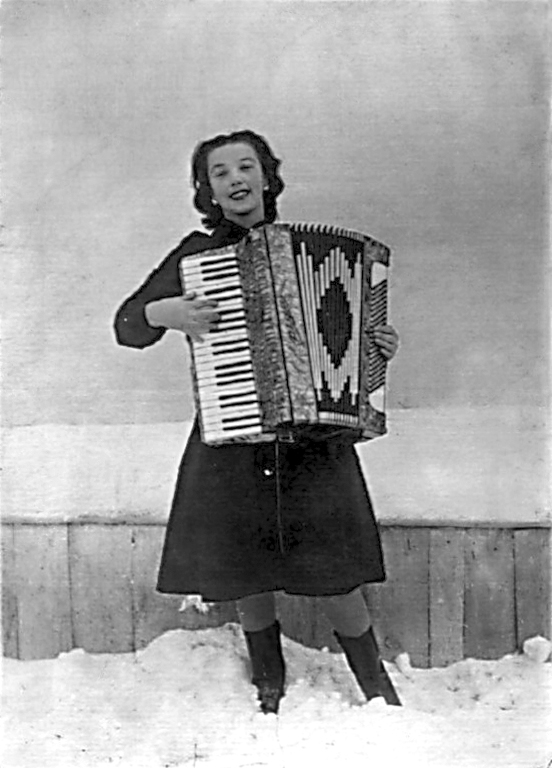
Lidija Ruslanowa (1930er)

Die Vereinheitlichung der sowjetischen Unterhaltungsmusik vollzog sich zeitlich synchron mit dem Aufstieg Stalins zum Generalsekretär des Zentralkomitees der Kommunistischen Partei der Sowjetunion (KPdSU-B) und schließlich zum allseits präsenten sowjetischen Diktator. Ein wesentliches Ergebnis der in den 1930er Jahren etablierten Kontrolle des Staates über die Musik war die für die sowjetische Estrada typische Zweiteilung in politisch motivierte Kampflieder einerseits und unpolitische Unterhaltungslieder andererseits. Kulturpolitisch gesehen hatten die Umwälzungen der 1930er Jahre drei Folgen: eine Hinwendung zu traditionelleren Werten, eine Abkehr von den avantgardistischen Kunstformen der 1920er und schließlich das Bemühen um eingängige, massenkompatible Formen der Darbietung. Aus der Sicht vieler Parteiaktiver war die Sowjetunion Anfang der 1930er weit entfernt von einer sozialistisch vorbildlichen Musikkultur. Beleg für diese Einschätzung war eine Stichprobe anlässlich der Feierlichkeiten zum Jahrestag der Oktoberrevolution 1930 auf dem Roten Platz in Moskau. 44 Prozent der musikalischen Darbietungen, so die Erhebung, seien bürgerlich-bourgeoiser Natur. 19 Prozent stufte die Untersuchung als pseudo-revolutionär ein, 19 Prozent als rein folkloristisch und lediglich 18 Prozent als politisch nicht zu beanstanden. Unzufriedenheit mit dem Zustand der sowjetischen Unterhaltungsmusik hatte zwei Jahre zuvor auch Maxim Gorki zum Ausdruck gebracht. In der Prawda-Ausgabe vom 24. April 1928 unterzog der 1927 aus dem Exil zurückgekehrte Schriftsteller die Jazzmusik einer vernichtenden Kritik. Gorkis Text machte den Jazz für Erscheinungsformen der sexuellen Degeneration verantwortlich und kanzelte ihn, in Kontrast zum jungen, in die Zukunft strebenden Arbeiterstaat, als „Musik der Dicken“ ab.
Der Umgang mit dem „Dschass“ war in vielerlei Hinsicht symptomatisch für die stalinistische Kulturpolitik der 1930er. In der Praxis war der Begriff eine Sammelbezeichnung für sehr unterschiedliche Repertoires, Spielweisen und Combo-Zusammenstellungen. Gemeinsamkeit war die Orientierung an zeitgenössischen westlichen Unterhaltungsstilen sowie eine mal mehr, mal weniger „swingende“ Spielweise. Zu Galionsfiguren der sowjetischen Jazzmusik wurden die beiden Bandleader Alexander Zfasman und Leonid Utjossow. Beide genossen eine immense Popularität. Über Tourneeveranstaltungen, Radiokonzerte, Auftragskompositionen sowie Filmmusiken waren sie fest in die staatsoffizielle Estrada der 1930er eingebunden. Was berufliche Schwerpunkte sowie das Repertoire anbelangte, gab es zwischen den beiden einige Unterschiede. Zfasman leitete unterschiedliche Bands, darunter von 1939 bis 1946 das Jazzorchester des Rundfunkkomitees der UdSSR. Utjossow hingegen kaprizierte sich stärker auf Musicals sowie Filmmusiken. Deutliche Nuancen gab es auch musikalischer Hinsicht: Während Zfasman sich mit seinem Stil stärker an das Repertoire US-amerikanischer Swing-Bands anlehnte, strebte Utjossow eine Synthese aus internationalen Einflüssen und russischer Unterhaltungsmusik an. Nichtsdestotrotz blieb die Rolle des Jazz in den 1930er und 1940er Jahren widersprüchlich. Aufgrund der Widerstände in Partei- und Staatsapparat konnten die „Stars des roten Jazz“ nur aufgrund von Protektion sowie künstlerischen Konzessionen ihre Position behaupten. Eine entscheidende Rolle in diesem System aus Privilegierung und Verdikt spielte oftmals die persönliche Gunst von Stalin. Eine Konstellation, die bisweilen zu kompromittierenden Situationen führte: Bandleader Utjossow etwa wurde, in Anwesenheit einiger Zensoren, anlässlich eines Konzerts im Kreml von Stalin genötigt, Gangsterchanson-Titel zu spielen – Musik aus einem Genre, das, auch auf Geheiß Stalins, in den 1930er Jahren unter Verdikt stand.

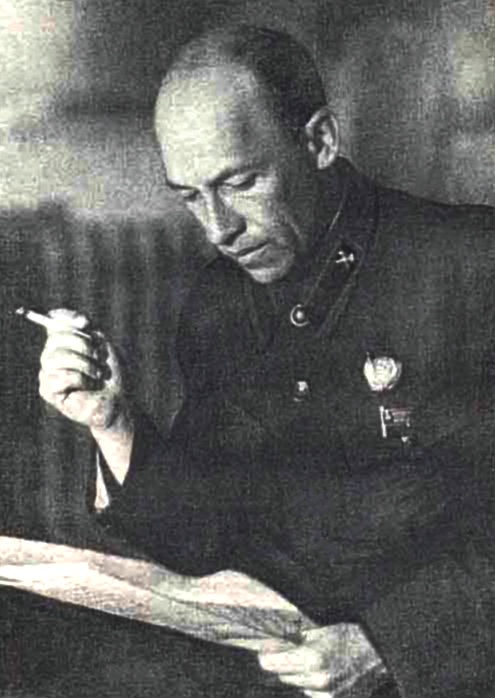
Der Komponist Isaak Dunajewski

Bis weit in die 1950er hinein waren Konzerte die vorrangigste Form, bei der die sowjetische Bevölkerung mit der Estrada in Kontakt kam. Ein weiteres wichtiges Medium war der Film. Zum Paradebeispiel für den Stand der aktuellen sowjetischen Unterhaltungskunst wurde der Musikfilm Circus aus dem Jahr 1936 – ein Melodram, welches unter anderem den Rassismus in einem amerikanischen Zirkus thematisierte (inklusive eines Happy Ends in der UdSSR). Die Filmmusik stammte von Isaak Dunajewski, einem Komponisten, der sich vorwiegend auf Formen der leichten, heiteren Unterhaltung kapriziert hatte. Kulturpolitisch machte Dunajewski seinen Einfluss geltend für eine unabhängigere, politikfreiere Estrada. Nur so könne, so seine Argumentationsführung, das von der Partei eingeforderte hohe handwerklich-künstlerische Niveau erreicht werden. Dunajewskis Aktivitäten für eine mit den Vorstellungen des Sozialistischen Realismus konforme, jedoch nicht vollends reglementierte Estrada führten zwar wiederholt zu Konflikten mit den Kulturdogmatikern im RAPM, 1939 jedoch fand, von Dunajewski maßgeblich mitinitiiert, der erste Estrada-Kontest der Sowjetunion statt. Eine wichtige Rolle im System der Estrada spielten die Lied-Komponisten und Texter. Deren Genre- und Stil-Schwerpunkte waren unterschiedlich. Als Texter im Bereich Massenlied ist vor allem Wassili Lebedew-Kumatsch hervorzuheben. Die Musik für einige seiner Lieder steuerte Isaak Dunajewski bei. Einflussreich im Bereich Filmmusik war darüber hinaus Dmitri Schostakowitsch, ein im Metier Klassik formprägender Komponist, der trotz gelegentlich kritischer Töne die Rolle eines Staatskünstlers innehatte. Dmitri Pokrass, während des Bürgerkriegs Soldat der Reiterarmee, kaprizierte sich vorwiegend auf Militärmärsche (bekanntes Stück: der Budjonny Marsch), Filmmusiken sowie volkstümliche Lieder. Matwei Blanter, ein weiterer Komponist, kam hingegen von der Tanzmusik. Neben stalinistischen Lobeshymen – Beispiel: das 1938 entstandene Pesnja o Staline (Lied über Stalin) – schrieb er populäre Schlager wie beispielsweise den WK-II-Welterfolg Katjuscha.
Heterogen – im vorgegebenen Rahmen – war auch das Spektrum der Interpreten und Interpretinnen. Stark dem Stil der 1920er verhaftet war beispielsweise das Repertoire der Sängerin Isabella Jurjewa. Eines ihrer bekanntesten Stücke ist der auch heute noch interpretierte Titel Sasha. Den mondänen Stil der Vergangenheit bedienten auch die Lieder des zwischenzeitlich in die rumänische Hauptstadt Bukarest umgezogenen „Tangokönigs“ Pjotr Leschtschenko. Neben Isabella Jurjewa waren in den 1930ern und 1940ern vor allem drei Estrada-Künstler immens populär und erfolgreich: Wadim Kosin, Lidija Ruslanowa und Klawdija Schulschenko. Kosin, ein Tenor aus Leningrad, sang eine Reihe erfolgreicher Titel, darunter das Stück Druschba (Freundschaft) aus dem Jahr 1938. Lidija Ruslanowa, geboren in Saratow an der Wolga, hatte ihre ersten Auftritte bei Truppenkonzerten im Bürgerkrieg absolviert und war zeitweilig mit einem Tschekisten liiert. Seit Mitte der 1920er als professionelle Sängerin tätig, vollzog mit ihrer stark emotional geprägten Vortragsweise den Brückenschlag zum bäuerlichen, traditionellen Russland. Fester Bestandteil ihrer Auftritte waren traditionelle Bauerntracht, Kopftuch sowie ein überwiegend folkloristisch ausgerichtetes Repertoire. Zwei ihrer bekannten Stücke: die Folkloreballade Na Muromskoi Doroschke (Auf dem Weg nach Murom) und Walenki. Die 1906 in Moskau geborene Klawdija Schulschenko schließlich bediente eher eine großstädtische, sowjetisch ausgerichtete Form des Easy Listening. Einer ihrer beliebtesten Titel war die bereits 1940 entstandene und 1942 aktualisierte Ballade Sini platotschek (Blaues Kopftuch). Weitere Sänger und Sängerinnen dieser Periode waren: Mark Bernes, Arkadi Pogodin sowie der Tenor Georgi Winogradow.

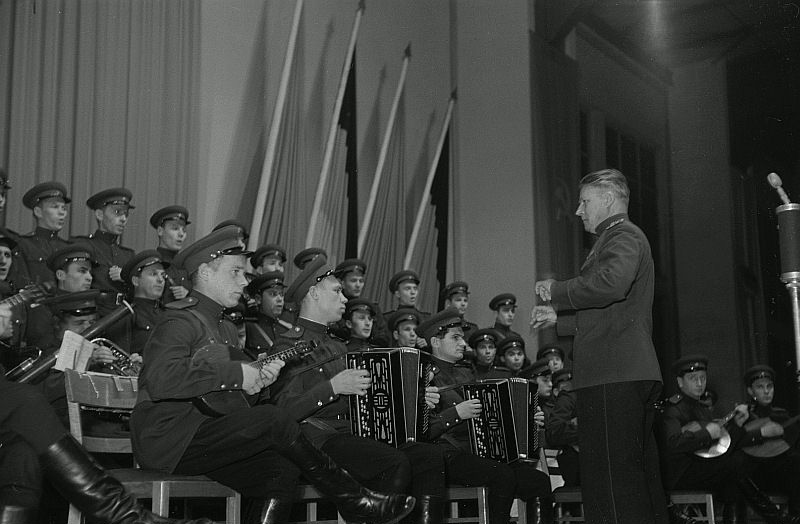
Chor der Roten Armee (1952)

Stilprägend bis über das Ende der Sowjetunion hinaus war ein 1928 gegründeter Soldatenchor – der von Alexander Alexandrow ins Leben gerufene Chor der Roten Armee. Stalin sah das Ensemble erstmals 1931 und förderte es seitdem kontinuierlich. 1937 erhielt Alexandrow den Auftrag zur Komposition einer neuen Parteihymne. Einzelinterpreten des Ensembles traten ebenfalls als Estrada-Künstler in Erscheinung. Beispiel: der Solist Wladimir Bunchikow mit dem Anfang der 1940er entstandenen Massenlied Marsch entusijastow (Marsch der Enthusiast). Zum berühmtesten Lied des Chors und zu einem der bekanntesten sowjetischen Lieder während des Zweiten Weltkriegs avancierte die Mobilisierungs-Hymne Wstawai, strana ogromnaja (Der heilige Krieg). Geschrieben von Wassili Lebedew-Kumatsch in Zusammenarbeit mit Chorgründer Alexandrow, kam es gleich nach Kriegsbeginn zur Uraufführung – auf dem Belorussischen Bahnhof in Moskau bei der Verabschiedung von Kriegsfreiwilligen an die Front. Eine wichtige Rolle für die Mobilisierung im Großen Vaterländischen Krieg spielte auch das Lied Katjuscha, das bei Soldatenverabschiedungen in den ersten Kriegsmonaten ebenfalls zum Zug kam. Bereits in der Vorkriegszeit von unterschiedlichen Sängerinnen und Sängern interpretiert (u. a. Lidija Ruslanowa), avancierte Katjuscha zu einem der bekanntesten sowjetischen Schlager überhaupt.
Ein Aspekt der Truppenmobilisierung im Großen Vaterländischen Krieg 1941–1945 war die starke Präsenz von Estrada-Interpreten im Rahmen der Truppenbetreuung direkt an der Front. Das Alexandrow-Ensemble, Leonid Utjossow mit seiner Band, Wadim Kosin und zahlreiche andere bekannte Künstler absolvierten während des Kriegs zum Teil eine vierstellige Anzahl von Auftritten. Klawdija Schulschenko absolvierte zahlreiche Konzerte vor Rotarmisten im belagerten Leningrad. Lidija Ruslanowa zeigte bei der Truppenbetreuung ebenfalls Dauerpräsenz. Als Mitglied von General Georgi Schukows Armeekorps bei der Schlacht um Berlin gab sie Anfang Mai 1945 als erste russische Sängerin ein Truppenkonzert auf den Stufen den zerstörten Reichstagsgebäudes. Während des Kriegs wurde der Vorstoß der Roten Armee von zahlreichen Mobilisierungsliedern flankiert wie zum Beispiel Marsch sowetskich tankistow (Marsch der sowjetischen Panzerfahrer), dem Pessenka frontowowo schofjora (Lied der Frontkraftfahrer) oder Kasaki w Berline (Kosaken in Berlin), einem schmissigen, stark von US-amerikanischem Swing beeinflussten Stück. Kulturell gesehen hatte der Zweite Weltkrieg eine zeitweilige Verwestlichung zur Folge. Dies betraf sowohl die Musik selbst als auch ihr Publikum. Bedingt durch den Kontakt mit Bewohnern anderer Länder sowie Soldaten befreundeter Armeen, gelangten Millionen von Tonträgern in die UdSSR. Das Regime hatte während der Kriegsjahre eine gewisse Freizügigkeit in Kauf genommen. Nach dem Krieg schlug das Pendel in die Gegenrichtung aus. Für die sowjetische Estrada leitete die Schließung des Eisernen Vorhangs 1946/1947 eine Epoche jahrelanger Stagnation ein. Die auch als „verlorene Jahre“ bezeichnete Periode wurde vor allem durch die Aktivitäten von Andrei Schdanow geprägt – einem Gefolgsmann Stalins, der in der internationalen Diplomatie als Hardliner auftrat und innenpolitisch eine repressive Kulturpolitik in die Wege leitete.

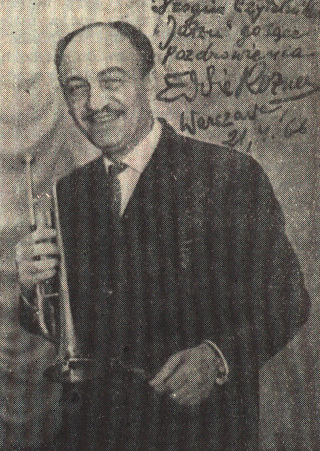
Eddie Rosner

Die in den Nachkriegsjahren einsetzende „Schdanowschtschina“ richtete sich nicht nur gegen anerkannte Schriftsteller wie beispielsweise Boris Pasternak und Anna Achmatowa. Von der Kampagnen gegen den Kosmopolitismus sowie anderen Säuberungsaktionen in den Nachkriegsjahren waren zahlreiche etablierte Estrada-Künstler betroffen – darunter die beliebten Sänger Wadim Kosin und Lidija Ruslanowa, der in Rumänien inhaftierte „Tangokönig“ Pjotr Leschtschenko sowie die Jazzmusiker Eddie Rosner und Alexander Zfasman. Der mittlerweile in Rumänien ansässige Leschtschenko erhielt zunächst Auftrittsverbot. Anfang der 1950er wurde er in einem Lager interniert. Wadim Kosin war – vermutlich wegen Nichterfüllung eines Musikwunsches – bereits 1944 inhaftiert worden. Fünf Jahre später wurde er zwar entlassen. Seine Karriere war allerdings am Ende. Lidija Ruslanowa gehörte als Bekannte von Marschall Georgi Schukow ebenfalls zur oberen Funktionsträger-Elite des Systems. Darüber hinaus war sie mit einem als Held der Sowjetunion ausgezeichneten Offizier aus Schukows Armee verheiratet. Als letzterer verhaftet wurde und Ruslanowa sich weigerte, eine Erklärung zu unterzeichnen, dass ihr Mann schuldig sei, brachte ihr das eine Verurteilung zu zehn Jahren Lagerarbeit im Gefangenenlager Wladimirowka ein.
Die mit der Kampagne gegen den Kosmopolitismus einhergehende Repressionswelle der Nachkriegsjahre, die bis zu Stalins Tod 1953 anhielt, trug unterschiedliche Züge. Alexander Zfasmans Orchester wurde 1947 aufgelöst. Zfasman selbst konnte zwar in beschränktem Rahmen weiterarbeiten, zog sich de facto jedoch in den Vorruhestand zurück. Der Swing-Trompeter, Orchester-Leader und gebürtige Berliner Eddie Rosner hingegen, der nach dem deutschen Überfall auf Polen in der Sowjetunion Exil gesucht hatte, wurde zunächst von Stalin protegiert. Nach Kriegsende fiel er allerdings in Ungnade und wurde 1946 in einem Lager der ostsibirischen Region Kolyma interniert. Andere Estrada-Künstler wie Dmitri Schostakowitsch, Matwei Blanter, Klawdija Schulschenko oder Mark Bernes überstanden die Jahre der Repression hingegen unbeschadet oder wurden, wie Schostakowitsch, Blanter und Bernes, mit dem Stalinpreis geehrt. Beruflich verliefen die Karrieren der an der Vorkriegs-Estrada Beteiligten unterschiedlich. Lidija Ruslanowa, unmittelbar nach Stalins Tod 1953 aus der Lagerhaft entlassen, war durch die Haftstrapazen körperlich gezeichnet. Trotzdem versuchte sie, an ihre alte Karriere wieder anzuknüpfen. Zusammen mit Mark Bernes, Leonid Utjossow und Klawdija Schulschenko übernahm sie die Schirmherrschaft über das Erste Festival des sowjetischen Liedes; darüber hinaus gab sie bis zu ihrem Tod 1972 gelegentliche Konzerte. Der Jazzmusiker Eddie Rosner stieg zum Leiter des Lagerorchesters in Magadan auf. Nach seiner Entlassung 1953 war er im informellen Sektor der 1950er bis 1970er-Sowjetunion ein nachgefragter Musiker. Frustriert über die andauernde Geringschätzung seiner Musik, reiste er 1973 allerdings nach Deutschland aus, wo er 1976 verarmt und vergessen verstarb.

### 1953–1990: Estrada in der poststalinistischen Sowjetunion

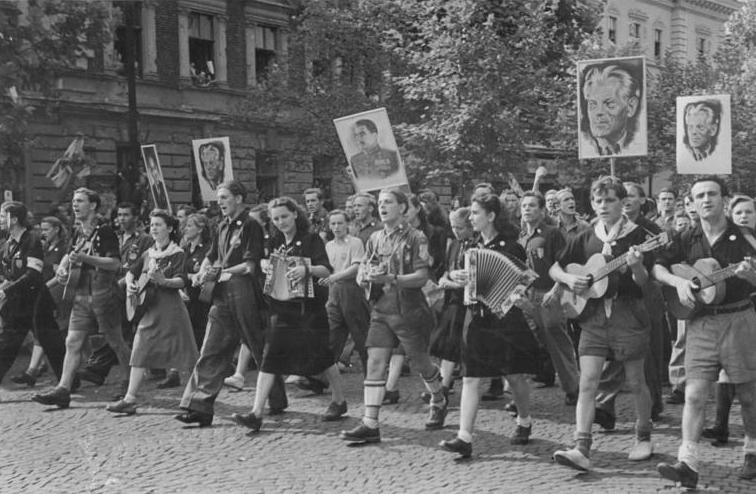
2. Weltfestspiele der Jugend 1951 in Budapest

Der Tod Stalins 1953 sowie die Mitte der 1950er Jahre einsetzende Tauwetter-Periode bedeuteten für die sowjetische Estrada einen markanten Einschnitt. Während die Unterhaltungsmusik in der stalinistischen Periode stark von Mobilisierungs- und Massenliedern geprägt war, hatte sie in der Tauwetter- und Breschnew-Ära eine Doppelrolle inne. Einerseits wurde sie mehr und mehr zum Synonym wachsenden Wohlstands und Konsums. Andererseits fungierte sie, wie es der Musikhistoriker Ingo Grabowsky in seinen Beiträgen zur Estrada formulierte, zunehmend als „Motor der Verwestlichung“. Die Verwestlichung vollzog sich teils im Untergrund sowie im informellen Sektor, auf längere Sicht allerdings auch in der offiziellen Unterhaltungsmusik. Im informellen Sektor hatte sich seit Beginn der 1950er Jahre eine westlich orientierte Subkultur formiert: die Stiljagi (übersetzt etwa: Stiljäger, Stilsüchtige). Sozial rekrutierten sich die Stiljagi großteils aus Söhnen und Töchtern der Nomenklatura. Im Wesentlichen ein Phänomen der großen Metropolen, orientierten sie sich in Bezug auf Musik und Kleidung an Jazz, den US-amerikanischen Zoot Suiters der Nachkriegsjahre und später den Mods. Die Verbreitung unerwünschter beziehungsweise auf normalen Kanälen nicht erhältlicher Musik erfolgte teils über unkonventionelle Mittel wie zum Beispiel „Schallplatten auf Rippen“: Anstelle des schwer erhältlichen Vinyl wurden hierbei Röntgenaufnahmen für das Pressen von Tonträgern zweckentfremdet.
Parallel zu der von Nikita Chruschtschow ins Rollen gebrachten Tauwetter-Periode öffnete sich auch der sowjetische Schlager neuen Einflüssen. Standen im Nachkriegsjahrzehnt noch heroische Kompositionen stark im Vordergrund (Beispiel: der von Wassili Solowjow-Sedoi komponierte und bis heute gespielte Marsch W put), näherte sich die Unterhaltungsmusik der Nachkriegsjahrzehnte mehr und mehr westlichen Formen. Ein Indiz für die liberalere Haltung im Kulturbereich war der Film Jetzt schlägt’s 13 aus dem Jahr 1956. In Szene gesetzt als humorvolle Kritik, stellte er ein zu enges, unpopuläres Verständnis von Unterhaltung in den Mittelpunkt der Handlung. Die Komödie, in der unter anderem der vormals verfemte Jazzmusiker Eddie Rosner mitwirkte, avancierte 1957 zum bestbesuchten Film. Als markanter Wendepunkt erwiesen sich die Internationalen Weltfestspiele der Jugend 1957 in Moskau. Die Weltfestspiele führten nicht nur zu einem ungewöhnlich engen Austausch mit Jugendlichen aus anderen Ländern. Sie beförderten auch den Karrierestart einer neuen Generation von Estrada-Stars. Ihren Erstauftritt bei den Weltfestspielen absolvierte unter anderem die Sängerin Edita Pjecha. 1957 noch Mitglied der Formation Druschba (Freundschaft), wurde sie zu einer der Ikonen der Sechziger Jahre-Estrada. Zur Erkennungsmelodie der Weltfestspiele avancierte einer der bekanntesten sowjetischen Schlager überhaupt – das von Wassili Solowjow-Sedoi komponierte Lied Podmoskownyje Wetschera (Moskauer Nächte).

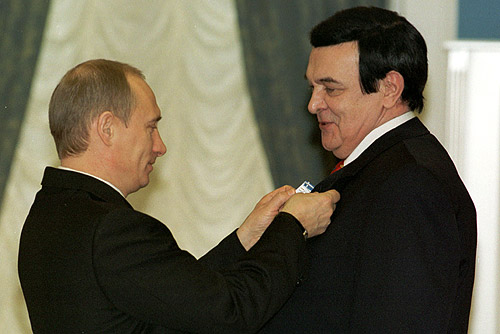
Wladimir Putin mit Müslüm Maqomayev (2002)

Die Tauwetterperiode hatte unter anderem eine zeitweilige Hinnahme der zuvor verfemten Jazzmusik zur Folge – beziehungsweise, so staatliche Kulturverantwortliche, ihres positiven, „lebensbejahenden“ Teils. Insgesamt war die Periode stark von Ambivalenz geprägt. Einerseits hoben Künstler auch nach dem Fall der Sowjetunion die handwerkliche Professionalität der Nachkriegs-Estrada anerkennend hervor. Die Sänger, so einer von ihnen, seien wirkliche Sänger gewesen, die Komponisten wirkliche Komponisten. Andererseits herrschte eine stark von Arbeitswerten geprägte und auf Konformität ausgerichtete Haltung vor. Trotzdem waren westliche Einflüsse in den 1960ern unübersehbar auf dem Vormarsch. Zur Ikone dieser modernen Form Estrada wurde die in Polen geborene Sängerin Edita Pjecha. Anstatt, wie bislang üblich, ihre Lieder auf statische Weise zu interpretieren, bediente sie sich dem Ausdrucksmittel des Tanzes – ihr bekanntestes Stück: der im französischen Ye-Ye-Stil gehaltene Pop-Schlager Nash sosed aus dem Jahr 1968. Einflüsse des westlichen Schlagers, vor allem seiner französischen und italienischen Variante, waren auch bei dem in Baku geborenen Sänger Müslüm Maqomayev unüberhörbar. Maqomayev, ein klassisch ausgebildeter Bariton, wechselte erst im Verlauf der 1960er zur Unterhaltungsmusik. Als eine Art sowjetische Ausgabe von Elvis Presley genoss Maqomayev in den 1960ern und 1970ern einen Kultstatus, an den kaum ein anderer sowjetischer Sänger herankam. Viele seiner Erfolgsstücke waren stark von internationalen Modetänzen geprägt wie zum Beispiel Kuba – ljubow moja (Kuba – Meine Liebe), oder von Einflüssen des französischen Nouvelle Vague wie der aus dem Jahr 1972 stammende Titel Gorod Moi Baku (Meine Stadt Baku).

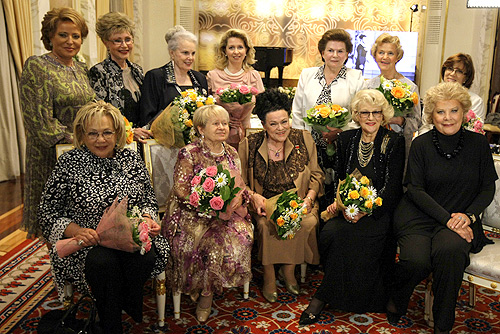
Die Komponistin Alexandra Pachmutowa (untere Reihe, zweite von links)

Parallel zum Erfolg von Pjecha und Maqomayev vollzog sich auch auf der Ebene der Komponisten und Schlager-Zulieferer ein Generationswechsel. Erfolgreichste Komponistin der 1960er- und 1970er-Estrada wurde Alexandra Pachmutowa. Geboren 1929 in der Nähe des ehemaligen Stalingrad, versierte sie sich auf ein breites Spektrum, welches klassische Kompositionen ebenso beinhaltete wie populäre Estrada-Lieder. Einige ihrer Stücke avancierten zu Klassikern – beispielsweise die Komsomol-Hymne Pesnja o trewoschnoi molodosti (1958), das als Referenz an den Kosmonauten Juri Gagarin geschriebene Lied Neschnost, das unter anderem von Müslüm Maqomayev interpretierte Stück Kuba – ljubow moja oder das populäre Abschiedslied der Olympischen Sommerspiele 1980 in Moskau, Do swidanija, Moskwa (Auf Wiedersehen, Moskau). Die Texte zu Pachmutowas Kompositionen, insgesamt über 400 Titel, stammten zumeist von ihrem Ehemann Nikolai Dobronrawow. Bekannte Estrada-Kompositionen im Bereich Filmmusik lieferte der armenische Komponist Mikael Tariwerdijew – beispielsweise für die Filme Ironie des Schicksals (1975) sowie Der Lehrling des Medicus (1984). Die aufgeführten Komponisten und Texter wurden für ihr Werk mit zahlreichen Ehrungen bedacht. Insbesondere Alexandra Pachmutowa gilt mit ihrem Werk bis heute als eine tragende Komponistin der Nachkriegs-Estrada.

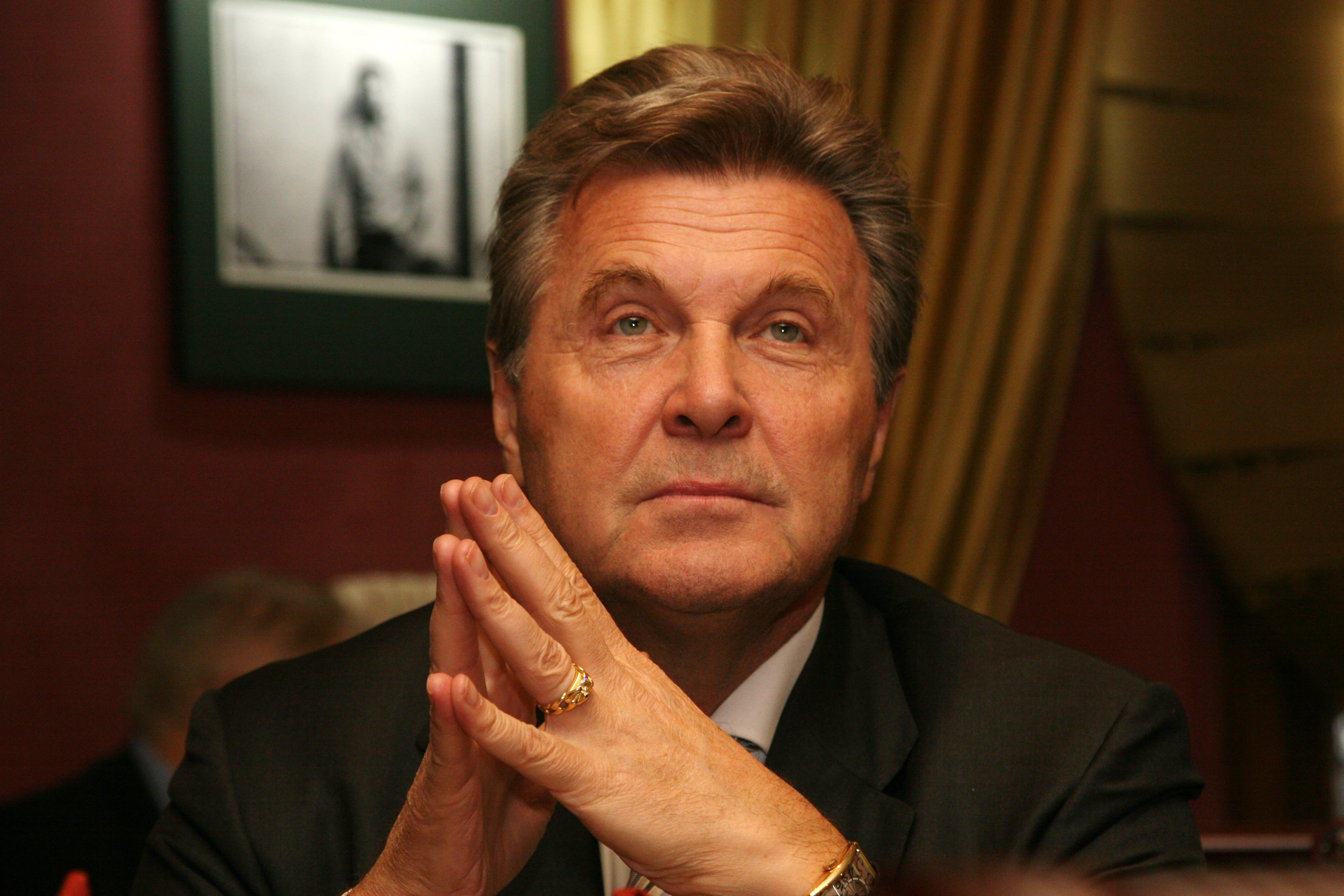
Lew Leschtschenko (2009)

Insgesamt gestaltete sich das Bild der Estrada in den 1960ern und 1970ern durchwachsen. Einerseits orientierten sich eine Reihe Künstler der Tauwetter-Ära mehr oder weniger deutlich an westlichen Stilen. Die Anfang der 1970er in den Westen übergesiedelte Sängerin Larissa Mondrus beispielsweise benannte im Rückblick italienische Schlager sowie Easy-Listering-Stars wie Frank Sinatra und Barbra Streisand als wesentliche Vorbilder. Ljudmila Gurtschenko, bekannt geworden durch die Komödie Jetzt schlägt’s 13, wandte sich verstärkt den Genres Jazz und Chanson zu, später auch dem Crossover zu internationaler Popmusik. Ebenfalls eine moderne, westlichen Einflüssen gegenüber offene Variante der Estrada repräsentierte die polnisch-russisch-deutsche Sängerin Anna German, die mit dem Lied Gi 1967 Polen auf dem Sanremo-Festival vertrat. Andererseits orientierten sich viele weiterhin an dem staatsoffiziellen Kanon, der sozialistische Werte sowie die ruhmreiche Vergangenheit in den Vordergrund stellte. Beispielhaft für diese Form von Estrada war etwa der Sänger Lew Leschtschenko, ein Solist des Chors der Roten Armee, der 1975 mit dem Weltkrieg-Gedenklied Den Pobedy großen Erfolg hatte. Ein Paradebeispiel für die stetigen Zensurmaßnahmen ausgesetzte Estrada der 1960er und 1970er Jahre war ein Erfolgslied des Sängers Eduard Chil aus dem Jahr 1976. Weil die Verantwortlichen Chills Liedtext über einen Cowboy, der sich freut, nach Hause zurückzukehren, als zu „amerikanisch“ einschätzten, erschien Ja otschen rad, wed ja, nakonez, woswraschtschajus domoi in einer vokalisierten Form. Der Fernsehclip, in dem Chill sein Lied mit einem unnatürlich wirkenden Dauerlächeln vortrug, avancierte unter dem Stichwort „Trololo Man“ 2010 schließlich zu einem Internet-Hit mit Millionen von Zugriffen.

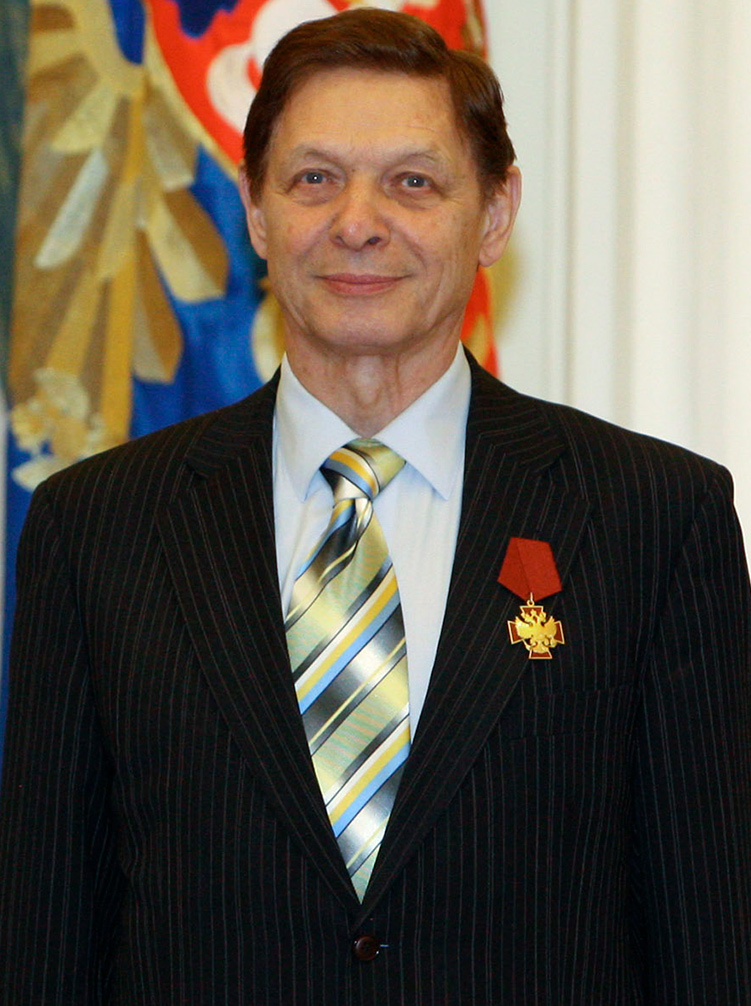
Eduard Chil (2009)

Mit dem Machtantritt Leonid Breschnews ging die Liberalisierung der 1960er Jahre in eine neue Phase der Restauration über. Starke Bemühungen, die Estrada von nichtkonformen Einflüssen zu reinigen, zeigte insbesondere Sergei Lapin – ab 1970 Leiter des staatlichen Rundfunks und Fernsehens. Lapin tauschte nicht nur zahlreiche Führungskräfte in den betroffenen Anstalten aus. Seine orthodoxe, mit antisemitischen Vorurteilen einhergehende Kulturauffassung brachte er auch in einem 1973 erschienenen Prawda-Artikel zum Ausdruck. Lapins Resümee zufolge lebte das Volk der Sowjetunion nicht nur für den Augenblick, sondern vielmehr für Fünfjahrespläne. Eine weitere Veränderung war ökonomischer Natur. Bereits 1964 waren die unterschiedlichen regionalen Plattenfirmen zu einem staatlichen Monopol zusammengefasst worden – dem staatseigenen Konzern Melodija. Von 1964 bis Mitte der 1980er Jahre fungierte Melodija als einziger Ansprechpartner für Aufnahme und Distribution von Unterhaltungsmusik. Ergänzend zu Melodija begann die sowjetische Kulturbürokratie ab Mitte der 1960er, auch landeseigene Varianten von Rockmusik stärker zu fördern. Synonym hierfür wurden die Vokal-Instrumentalen Ensembles (russisch: ВИА, Abkürzung transkribiert: WIA). Einerseits trug das WIA-System der Tatsache Rechnung, dass sich westliche Pop-, Beat- und Rockgruppen einer unübersehbaren Beliebtheit erfreuten – vor allem die Beatles, später auch härtere Bands wie zum Beispiel Led Zeppelin. Andererseits hatte das WIA-System eine kanalisierende Funktion inne. Ungeachtet der mainstream-orientierten, konventionellen Ausrichtung sowie den geglätteten Popmusik-Formen, die auf diese Weise gefördert wurden, diente das WIA-System zahlreichen Künstlern als Karriere-Startrampe. Unter dem Etikett WIA firmierten unter anderem die Formationen Iwerija, Pesnjary, Pojuschtschije Gitary, Zwety, Wessolyje Rebjata, Semljane sowie die stark folkorientierte, aus Usbekistan stammende Band Yalla.

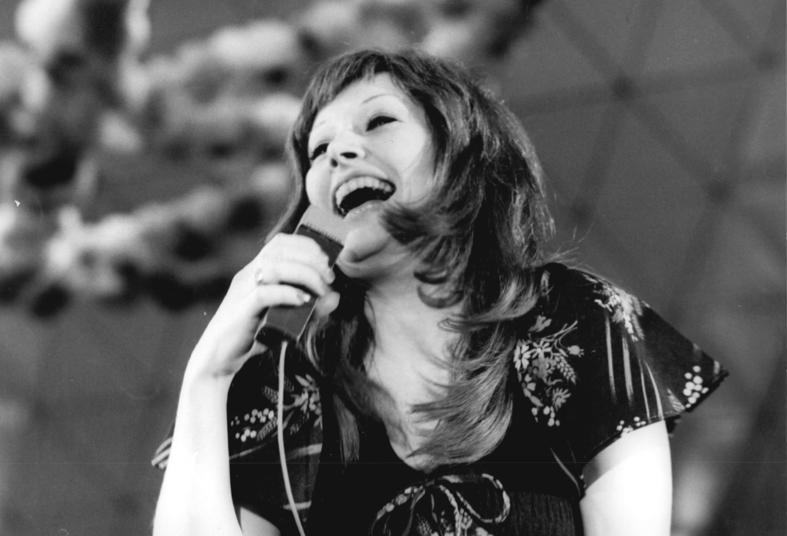
Estrada-Sängerin Alla Pugatschowa 1976 in Ost-Berlin

Zum überragenden Star des sowjetischen Schlagers der 1970er und 1980er Jahre avancierte die 1949 in Moskau geborene Sängerin Alla Pugatschowa. Im Rückblick gilt Alla Pugatschowa als Mutter der russischen Pop-Kultur sowie Ikone der russischen Popmusik; einem seit der Perestroika-Ära kursierenden russischen Witz zufolge ist Leonid Breschnew jener KPdSU-Generalsekretär, der während der Ära Pugatschowa amtiert habe. Stilistisch bediente Alla Pugatschowa ein breites Repertoire. Zu ihrem Erkennungszeichen wurde ihre expressive, von internationalen Showstars wie Liza Minnelli inspirierte Art der Inszenierung. Ihre Popularität begründete 1975 der Titel Arlekino – die Geschichte eines Clowns, der seine Gefühle hinter einer Maske des Lächelns verbergen muss. Ein weiteres bekanntes Stück von Alla Pugatschowa ist die Ballade Mne nrawitsja tschto wy bolny ne mnoi (1976) – ein literarisch inspiriertes Chanson, welches die Vorzüge der Unvollkommenheit zum Thema hat und mit rund anderthalb Minuten selbst für ein populäres Lied ungewöhnlich kurz ausfällt. In den 1980ern hatte Alla Pugatschowa auch im Westen zahlreiche Auftritte, darunter auch den USA und Israel. Nicht nur musikalisch wirkte sich ihr Beispiel stark innovativ aus. Bei gesellschaftlich kontroversen Themen ging Alla Pugatschowa mitunter ebenfalls auf Abstand zum politischen Establishment – beispielsweise anlässlich eines 1986 durchgeführten Benefiz-Konzerts für die Opfer der Reaktorkatastrophe in Tschernobyl.
Experimentierfreudigkeit und Erfolg von Alla Pugatschowa wirkten sich auch auf andere Künstler ermutigend aus. Verglichen mit den 1950er und 1960er Jahren, orientierten sich die Sowjet-Schlager der späten 1970er und frühen 1980er Jahre weitaus stärker an Standards der internationalen Popmusik. Im Hinblick auf die Interpreten war zwischenzeitlich eine weitere Wachablösung erfolgt. Weitere bekannte Sängerinnen der späten Estrada-Periode waren Lili Ivanova, Irina Allegrowa und Laima Vaikule sowie der Sänger und Songschreiber Igor Nikolajew, der unter anderem auch mit Alla Pugatschowa zusammenarbeitete. Im Zug der von Michail Gorbatschow initiierten Perestroika näherte sich die sowjetische Estrada noch stärker internationalen Popproduktions-Standards an. Flankierend gelangten verstärkt westliche Einflüsse in die Sowjetunion – beispielsweise in Form der Disco-Welle. Ironischerweise kehrten einige russische Themen in Form von Pop-Produktionen wieder ins Land zurück – beispielsweise dem Boney-M.-Titel Rasputin oder dem Disko-Stück Casatschok, einer freien Adaption des sowjetischen Weltkriegs-Hits Katjuscha. Ergänzt wurde der Popmusik-Crossover der End-1980er durch westliche Tonträger sowie Konzerte westlicher Interpreten. Parallel dazu formierte sich im informellen Bereich eine unabhängige Rockszene, die eine eigene, russische Version der Rockmusik etablierte – den sogenannten Perestroika Rock. Bedeutende Rockbands dieser Phase waren DDT, Aquarium sowie die Gruppe Kino mit ihrem charismatischen, 1990 verstorbenen Sänger Wiktor Zoi. Ähnlich wie im Westen fächerte sich die Unterhaltungsmusik der Sowjetunion in unterschiedliche Segmente auf – ein Prozess, der sich durch den Zusammenbruch der Sowjetunion sowie die damit verbundene Etablierung marktwirtschaftlicher Verhältnisse auf dramatische Weise verstärkte.

### Seit 1991: Zwischen eigenständigem Genre und internationaler Popmusik

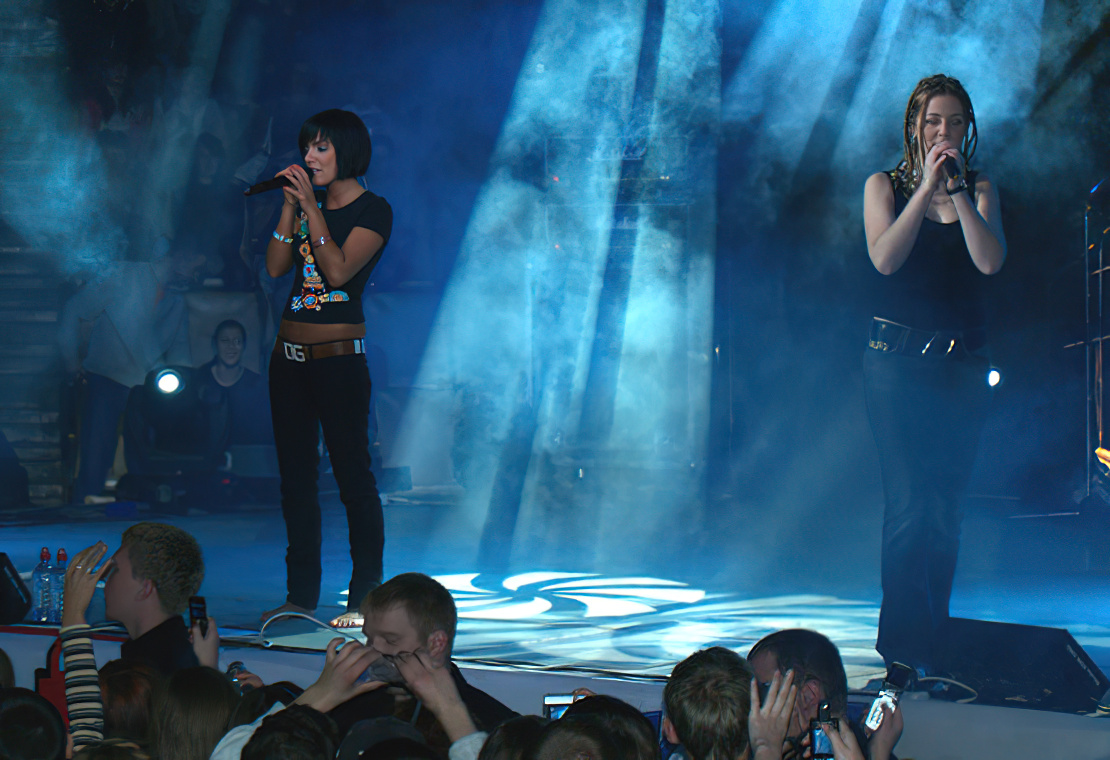
Das Popsa-Duo t.A.T.u. (2006)

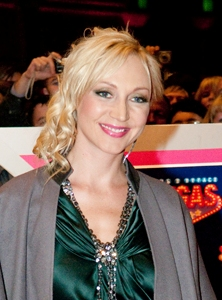
Kristina Orbakaite (2010)

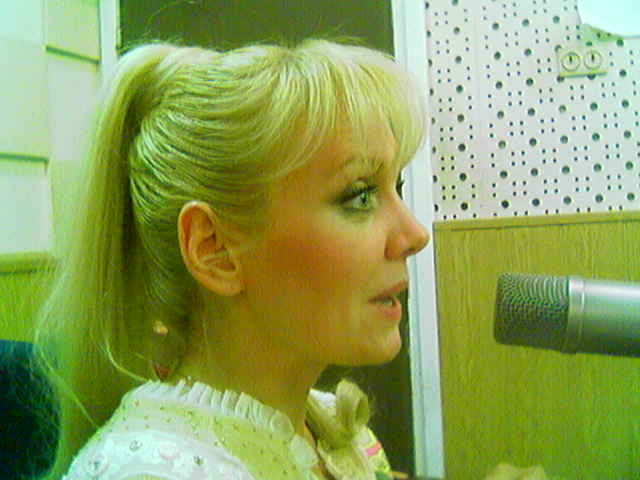
Die Popsa-Sängerin Walerija (2006)

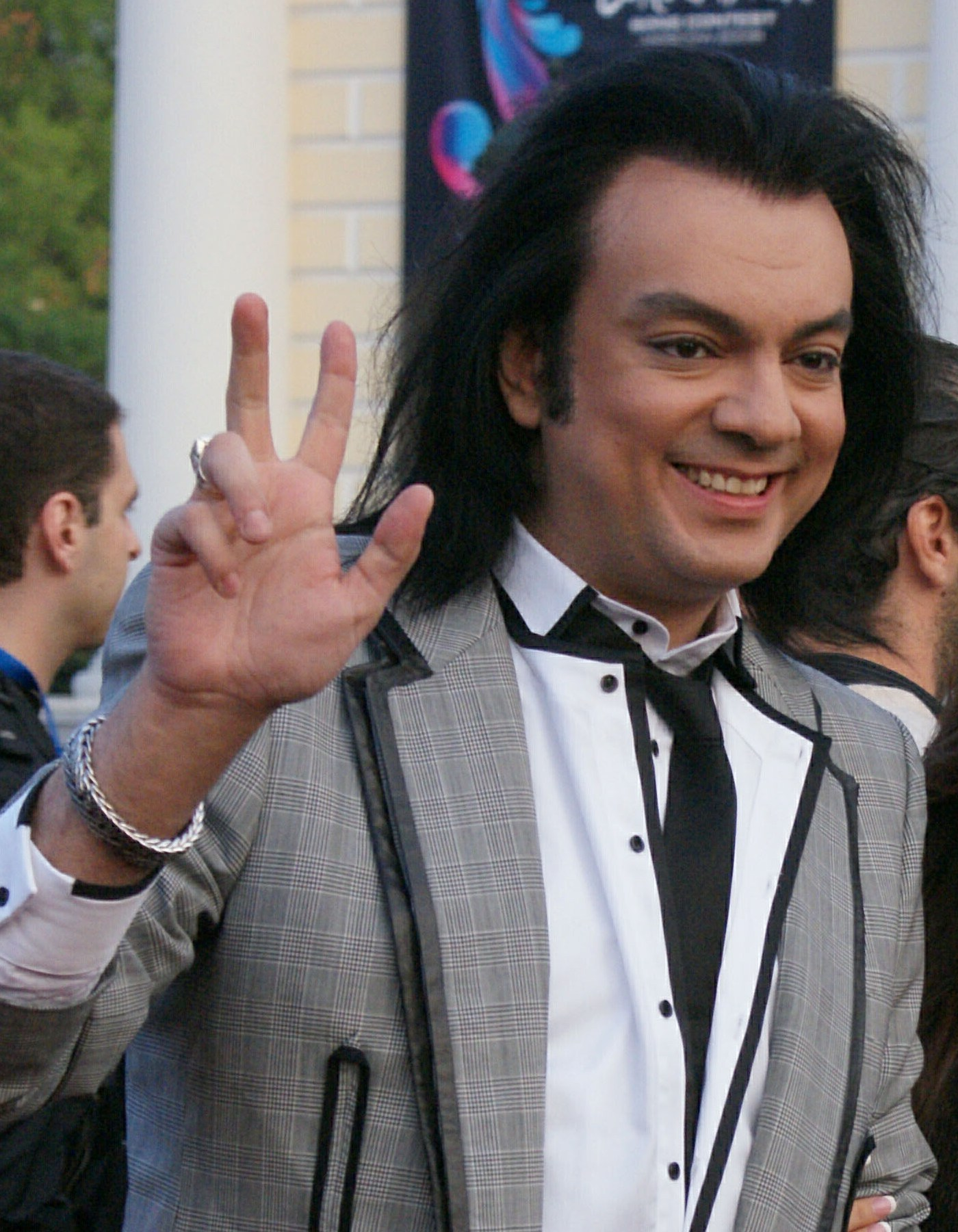
Filipp Kirkorow (2013)

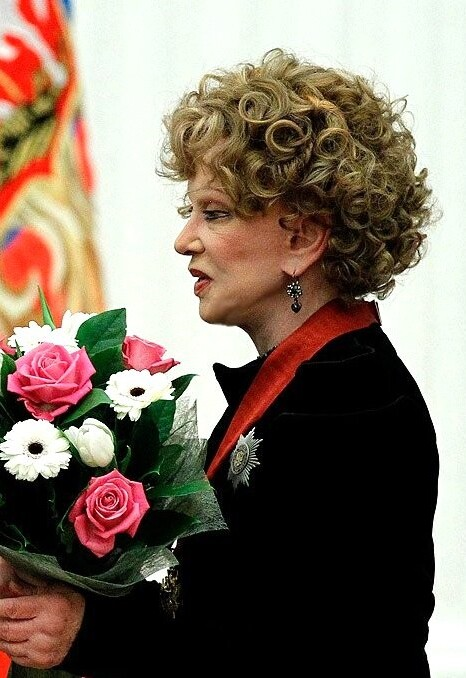
Ljudmila Gurtschenko (2010)

Die mit der Auflösung der Sowjetunion verbundenen Umbrüche waren für die staatlich geförderte Estrada ein markanter Einschnitt. Die Umbruchsphase der End-1980er und Anfangs-1990er hatte kulturelle wie ökonomische Auswirkungen. Eine kulturelle war, dass westliche Popprodukte nunmehr ungehindert ins Land gelangten. Eine spezielle Folge davon war die starke Begeisterung für Disco-Musik – speziell die Sparten Europop, Eurodisco und Eurodance. Stark nachgefragt waren insbesondere deutsche Diskopop-Produktionen wie beispielsweise der populäre Modern-Talking-Hit Cheri, Cheri Lady. Auch russische Interpreten und Bands orientierten sich zunehmend am Erscheinungsbild westlicher Synthie-Pop-Produktionen. Zeitgleich brach das staatliche Unterstützungsgerüst weg, welches die sowjetische Estrada bislang getragen hatte. Der staatliche Konzern Melodija etwa verblieb langfristig zwar in Staatsbesitz. Ohne Subventionierung wirtschaftend und negativ in die Schlagzeilen geraten aufgrund umstrittener Vermarktungspraktiken im Hinblick auf das umfangreiche Klassik-Repertoire, verlor das Unternehmen allerdings schnell seine frühere Bedeutung.
Die Etablierung marktwirtschaftlicher Verhältnisse im Unterhaltungsmusikbereich hatte unterschiedliche Aspekte. Zum einen traten neue Akteure auf den Plan. Als wichtige Plattform für Musik-Videoclips etablierte sich vor allem der russische Ableger von MTV – MTV Russland. Der Sender fokussierte nicht nur einen hohen Anteil an inländischen Produktionen. Darüber hinaus förderte er den russischen Popmusik-Markt mit sendereigenen Auszeichnungen wie zum Beispiel dem Russian Music Award. Die Teilnahme von Russland am alljährlichen Eurovision Song Contest wirkte sich im Hinblick auf das internationale Renommée des heimischen Popmarkts ebenfalls als belebender Faktor aus. Video-Produktionen wurden mehr und mehr zu einem typischen Markenzeichen russischer Popmusik. Ein weiterer Aspekt waren unseriöse, zum Teil im halbkriminellen oder kriminellen Bereich angesiedelte Machenschaften sowie die Ausrichtung des Markts auf kurzfristige, den Aufbau von Künstlern vernachlässigende Erfolge. Als problematisch werteten viele Akteure auch den ungenügenden Copyright-Schutz für musikalische Werke. Eine Auswirkung davon: ein breites Angebot an Internet-Portalen, das westliche Musik sowie traditionelle und moderne russische Popmusik zum Download anbietet.
Eine Domäne der klassischen Estrada blieben vor allem die staatlichen TV-Programme. Stark präsent sind nach wie vor Künstler, die ihren Karriere-Höhepunkt in den 1960ern und 1970ern hatten – wie zum Beispiel Iossif Kobson, Waleri Leontjew oder Lew Leschtschenko – und entsprechend vor allem von einem älteren Publikum favorisiert werden. Starke TV-Präsenz zeigen auch die Estrada-Künstler der 1980er. Pop-Ikone Alla Pugatschowa ist in den Medien allseits präsent und spielte auch im neuen Jahrtausend eine Reihe neuer Veröffentlichungen ein. Pugatschowas Tochter Kristina Orbakaite ist als Sängerin und Moderatorin ebenfalls stark im TV präsent. 2002 erhielt sie eine Auszeichnung als meistverkaufter Musiker Russlands. Filipp Kirkorow, geboren 1967 in der bulgarischen Stadt Warna, war zeitweilig mit Alla Pugatschowa verheiratet. Seine Karriere begann er 1995 als russischer Teilnehmer des Eurovision Song Contest. In die Schlagzeilen geraten unter anderem durch eine Reihe skandalöser Auftritte, pflegt Kirkorow mittlerweile ein generationsübergreifendes Repertoire aus internationalem Crooning, Folk, Blues, spanischen Rhythmen, Musical-Liedern, Estrada-Klassikern bis hin zu Anklängen elektronischer Musik.
Den gemäßigt Popmusik-orientierten Estrada-Stil der 1980 setzten auch andere etablierte Sängerinnen und Sänger aus Zeiten der Sowjetunion fort. Die Wochenillustrierte Ogonjok, ein Flaggschiff der Perestroika, hob als Kontinuitätsfaktor für die Estrada der Post-Sowjetunion insbesondere das Œuvre der Sängerin Laima Vaikule lobend hervor. Ebenfalls hohe Plätze in den Charts erzielte die als „Queen of Pop“ titulierte Sängerin Sofija Rotaru. Ähnliches gilt für die 1955 in Baku geborene Sängerin Larisa Dolina. Anders als andere Estrada-Interpreten kaprizierte sich Dolina stärker auf ein internationales, Crooning und Jazz umfassendes Repertoire, welches Gershwin-Songs ebenso umfasst wie romantische Stücke von Tschaikowski. Jüngere Interpretinnen und Interpreten hingegen favorisierten immer stärker einen an internationalen Popproduktionen orientierten Stil – Beispiele: die Sängerinnen Natascha Koroljowa (Scholtyje tjulpany; 1999), Anschalika Ahurbasch (Ja budu schit dlja tebja; 2006) und Tatjana Terjoschina.
Das aktuelle Spektrum an Unterhaltungsschlagern ist recht heterogen. Es reicht von klassischen Estrada-Künstlern im Stil der alten Sowjetunion über Russian Pop bis hin zu Anleihen aus der Elektronischen Musik, House und Dance. Ein Beispiel für die letzte Variante ist beispielsweise Aljona Apina, Ex-Leadsängerin der Electropop-Formation Kombinazija, die 1997 mit Elektritschka einen größeren Hit hatte und zugibt, dass sie musikalisch vor allem von Disko-Musik geprägt ist. Mit Popsa hat sich beim jüngeren Publikum ein spezieller russischer Diskotheken-Pop etabliert mit eigenen Stars wie etwa dem auch im Westen bekannten Duo t.A.T.u. oder der Sängerin Walerija. Kommerziellen Erfolg haben daneben auch nostalgisch verklärende oder patriotisch aufgeladene Rückgriffe auf Repertoire und Formen der Nachkriegs-Estrada. Ein Beispiel hierfür ist etwa die Sängerin Jelena Wajenga, deren Musik auf einem Mix aus Chansons und Folk-Pop besteht – kombiniert mit Versatzstücken aus der sowjetischen Vergangenheit sowie einer entsprechenden Inszenierung. Jelena Wajenga zählt zu den Top-Acts des russischen Showbusiness. In politisch-gesellschaftlichen Fragen ergriff Wajenga wiederholt konservative Positionen. So unterstützte sie 2012 die Präsidentschaftskandidatur von Wladimir Putin. Ebenso wie einige andere russische Musiker und Schriftsteller äußerte sie sich darüber hinaus kritisch zu den westlichen Protesten nach der Verhaftung der Pussy-Riot-Musikerinnen und charakterisierte deren „Punk-Gebet“-Aktion in der Moskauer Christ-Erlöser-Kathedrale als „Blasphemie“ und „Hooliganismus“.

## Resonanz und Kritiken
Welche Interpretationsformen und welche Epochen genau unter den Begriff Estrada subsumiert werden, ist nicht einhellig festgelegt. Der Kulturhistoriker David MacFadyen etwa fasst die Bezeichnung recht weit. In seinem dreibändigen Werk zum Thema setzt er den Beginn der Estrada in der zweiten Hälfte des 19. Jahrhunderts an. MacFadyen zufolge ist die Estrada weiterhin aktuell; der dritte Band seiner Buchreihe widmet sich ausschließlich den zeitgenössischen Erscheinungsformen nach dem Ende der Sowjetunion. Neben dieser weitgefassten Definition gibt es solche, die einen engeren Zusammenhang mit der politischen Kultur der Sowjetunion in den Vordergrund rücken. Auch hier gibt es wieder Unterschiede. Der deutsche Osteuropa-Experte und Kulturhistoriker Ingo Grabowsky beispielsweise richtet in seinen Fachbeiträgen zum Thema den Fokus sehr stark auf den sowjetischen Schlager der Nachkriegsjahrzehnte. Stark im Vordergrund steht für ihn insbesondere der Aspekt der „Verwestlichung“, welche das Genre langfristig befördert habe. Andere Texte zum Thema hingegen bringen den Begriff stärker mit der Kultur der Massen- und Agitationslieder der stalinistischen Ära in Verbindung.
Auch in stilistischer Hinsicht sind die Abgrenzungen nicht eindeutig. Allgemeine Einhelligkeit besteht darüber, dass die dissidenten, in den informellen Raum abgedrängten Musikformen der Sowjetära nicht zur Estrada gehören – beispielsweise das russische Chanson, das Bard-Lied oder auch der Perestroika-Rock. Abgrenzungen zu aktuellen russischen Popmusik-Produktionen beziehungsweise zum Popsa sowie der damit verbundenen Disko-Kultur sind allerdings schwer beziehungsweise nur punktuell möglich. Allgemeine Tendenz hier ist die, zur Estrada eher jene Darbietungsformen zu zählen, die für den Schlager zur Zeit der Sowjetunion typisch waren. Trotzdem spielen Abgrenzungen eine wichtige Rolle. Filipp Kirkorow beispielsweise, einer der Stars des neuen russischen Pop, grenzt sich von Popsa-Produktionen mittlerweile entschieden ab und betont, dass Estrada eine eigenständige Richtung sei.
Aufgrund der stilistischen Vielfalt, welche die russische Populärmusik mittlerweile aufweist, ist Estrada nur noch ein Stil von vielen. Aufgrund der speziellen Historie ist er stark an nostalgische Gefühle gekoppelt. Vom Publikum her ist Estrada eher der Musikstil der älteren Generation. Im Westen, insbesondere in Deutschland, hat das Interesse an Musik aus Russland zwar seit der Öffnung des Eisernen Vorhangs deutlich zugenommen. Das Gros der Publikationen richtet den Fokus allerdings auf die dissidenten Richtungen der Vergangenheit oder aber auf die aktuelle Club- und Undergroundszene sowie einzelne Acts. Was die Verbreitung anbelangt, beschränkt sich die Vorliebe für Estrada nach wie vor auf den russischsprachigen Raum sowie die russischen Communitys in anderen Ländern. Eine weltweite Akzeptanz wie die englischsprachig geprägte internationale Popmusik haben russischer Pop und Estrada derzeit nicht. Trotzdem ist das Interesse am russischen Liedgut, darunter auch Estrada-Schlagern, im Westen seit der Öffnung des Eisernen Vorhangs am Ansteigen, insbesondere in den urbanen Zentren – ein Prozess, der unter anderem von der Globalisierung befördert wird.
Unterschiedlich beantwortet wird nach wie vor die Frage, wie systemkonform oder widerständig der sowjetische Schlager war. Der Schlager- und Estrada-Experte Ingo Grabowsky macht im Repertoire der Estrada zwei unterschiedliche Charaktermerkmale aus: Lieder, die der Agitation dienten und unpolitische Lieder, die der Zerstreuung dienten. Entwickelt habe sich darüber hinaus ein dritter Typus: Lieder, die zwar das System verherrlichten, vom Publikum jedoch entsprechend den eigenen Vorstellungen und Wünschen (um)interpretiert worden seien. Entsprechend sei das Misstrauen der Machthaber in den Schlager groß gewesen. Grabowsky: „Schlager standen zwar bei den Machthabern immer in schlechtem Ansehen. Sie galten beispielsweise oft als vom dekadenten, kapitalistischen Westen inspiriert und minderwertiger als die aus der Sicht der Machthaber wirkliche Kultur der klassischen Musik. Aber bei den Menschen waren Schlager viel beliebter als etwa Opern. Und deshalb mussten die kommunistischen Machthaber diesem gesellschaftlichen Bedürfnis Raum geben.“
Die Schwerpunkte Dissidenz versus Konformität spiegeln sich auch in der Sichtweise einzelner Interpreten. Der Komponist Alexander Schurbin beispielsweise hebt die internationalen Einflüsse auf die Estrada-Musik explizit hervor. Einerseits sei sofort zu hören, dass Estrada eine russische beziehungsweise sowjetische Form von Musik sei. Alle sowjetischen Lieder trügen einen bestimmten Stempel, der sie als Lieder aus der Sowjetunion ausweise. Andererseits sei Russland immer offen gewesen für Einflüsse aus anderen Ländern – etwa aus Frankreich, Italien, Deutschland oder auch den USA. Letztendlich hätten sich all diese Einflüsse dann auch in der Estrada niedergeschlagen. Der Sänger Lew Letschenko hingegen hebt vor allem den politischen, systemkonformen Aspekt hervor. Letschenko: „Natürlich hatte jedes Land seine Popmusik. Aber uns in Osteuropa vereinte sozusagen eine gemeinsame Stimmung, gemeinsame Themen. Die Estrada war orientiert, ausgerichtet auf ein sozialistisches Format. Daher gab es viele Lieder über die Arbeit. Es gab viele Lieder über das heutige Leben, über die Arbeiter, über die Werktätigen, über Bergleute. Ich weiß nicht, wie es bei Ihnen ist, aber bei uns gab es das. Bei uns rühmten die Lieder die Arbeit. Sie waren sachbezogen.“

## Bekannte Estrada-Titel
- 1917: Alexander Wertinski – Dorogoi dlinnoju (Remake 1968: Those Were the Days)[47]
- 1922: Erstinterpret unbekannt – Bublitschki (populäre Interpretationen in den 1930ern: Leonid Utjossow und die französische Chanson-Sängerin Damia)
- 1923: Erstinterpret unbekannt – Murka[48]
- 1933: Pjotr Leschtschenko – Rjumka Wodki (Ein Gläschen Wodka)
- 1936: Isaak Dunajewski (Komponist) – Entré Marsch (Titelstück aus dem Film Circus)
- 1937: Isabella Jurjewa – Sascha[49]
- 1938: Orchester Wiktor N. Knuschewizki (Gesang: Walentina Batischchewa) – Katjuscha (Uraufführung; weitere bekannte Version 1941 von Lidija Ruslanowa)
- 1938: Klawdija Schulschenko – La Paloma (russische Version)
- 1939: Dmitri Pokrass (Komponist) – Marsch sowetskich tankistow (Marsch der sowjetischen Panzerfahrer)
- 1940: Wladimir Bunchikow – Marsch entusijastow
- 1941: Chor der Roten Armee – Wstawai, strana ogromnaja (Der heilige Krieg)
- 1941: Lidija Ruslanowa – Walenki
- 1942: Klawdija Schulschenko – Sini Platotschek (Blaues Kopftuch)
- 1945: Wiktor Wuijatschitsch – Kasaki w Berline (Kosaken in Berlin)
- 1945: Boris Mokroussow / Boris Laskin (Komposition) – Pessenka frontowowo schofjora (Lied der Frontkraftfahrer)
- 1951: Georgi Winogradow – Schkolny wals
- 1954: Chor der Sowjetarmee – W put
- 1954: Nina Dorda – Moi Wasja
- 1957: Wladimir Troschin – Podmoskownyje Wetschera (Moskauer Nächte)
- 1958: Alexandra Pachmutowa / Lew Oschanin (Komposition) – Pesnja o trewoschnoi molodosti
- 1962: Müslüm Maqomayev – Kuba – ljubow moja
- 1962: Müslüm Maqomayev – Korolewa krassoty
- 1968: Edita Pjecha – Nasch sossed
- 1968: Lili Ivanova – Camino
- 1969: Mark Bernes – Schurawli (Kraniche)
- 1975: Lew Leschtschenko – Den Pobedy
- 1975: Alla Pugatschowa – Arlekino (Harlekin)
- 1976: Eduard Chil – Ja otschen rad, wed ja, nakonez, woswraschtschajus domoi („Trololo“-Lied)
- 1980: Alexandra Pachmutowa (Komposition) – Do swidanija, Moskwa (Auf Wiedersehen, Moskau)
- 1986: Laima Vaikule – Skripatsch na krysche
- 1991: Leonid Agutin – Bossonogi maltschik
- 1992: Kristina Orbakaite – Pogoworim
- 1997: Aljona Apina – Elektrichka